# Sarigan
Sarigan – wyspa wulkaniczna należąca do archipelagu Marianów Północnych. Znajduje się 56 km na północ od Guguan, 463 km na północ od Saipan i 111 km na południe od Pagan. Wyspa nie jest zamieszkana.

## Geografia
Sarigan na w przybliżeniu kształt elipsy o długości 4,8 km i szerokości 4 km. Powierzchnia wyspy wynosi 13 km². Cała wyspa jest stratowulkanem, który wznosi się ponad 4000 m od dna oceanu na wysokość 744 m n.p.m. Najwyższym szczytem jest Bandeera Peak na północno-zachodnim skraju wyspy. W ramach głównego krateru i na zachodnich stokach licznie występują fumarole.
Wyspa ma bardzo strome zbocza od strony wschodniej, które są podatne na osunięcia ziemi. Zachodnie zbocze ma głębokie kaniony powstałe w wyniku erozji. Linia brzegowa jest zdominowana przez strome klify dochodzące do 100 m wysokości.

## Historia
Wyspa byłą kiedyś zamieszkiwana przez Czamorro.
Wyspa została odkryta w 1669 roku przez hiszpańskiego żeglarza Bernardo de la Torre. Wraz z sąsiednią Anatahan oznaczane były na mapach jako „Las Dos Hermanas” (hiszp. „Dwie siostry”). W 1695 tubylcy zostali przymusowo przesiedleni na Saipan, a trzy lata później na Guam.
W 1899 wyspa wraz z całym archipelagiem Marianów Północnych została sprzedana Cesarstwu Niemieckiemu przez Hiszpanię. Od tej pory wyspa stanowiła część Nowej Gwinei Niemieckiej. W latach 1900–1906 pełniła funkcje kolonii karnej. Więźniowie w większości pracowali na plantacjach kokosa. W 1909 wyspa została wydzierżawiona firmie Pagan Society stanowiącej partnerstwo japońsko-niemieckie. Firma ta prowadziła plantację kokosów, jednak kłopoty finansowe doprowadziły do upadku firmy.
Po I wojnie światowej wyspa została przekazana przez Ligę Narodów Cesarstwu Japonii, jako część Mandatu Południowego Pacyfiku. W 1930 roku na wyspie mieszkało około 20 rodzin. Po II wojnie światowej wyspa została przekazana Stanom Zjednoczonym, jako część Powierniczego Terytorium Wysp Pacyfiku. Obecne jest częścią terytorium stowarzyszonego z USA i stanowi część Wspólnoty Marianów Północnych.
Dziś wyspa jest rezerwatem przyrody.